# الحرب الأهلية الأمريكية الثانية

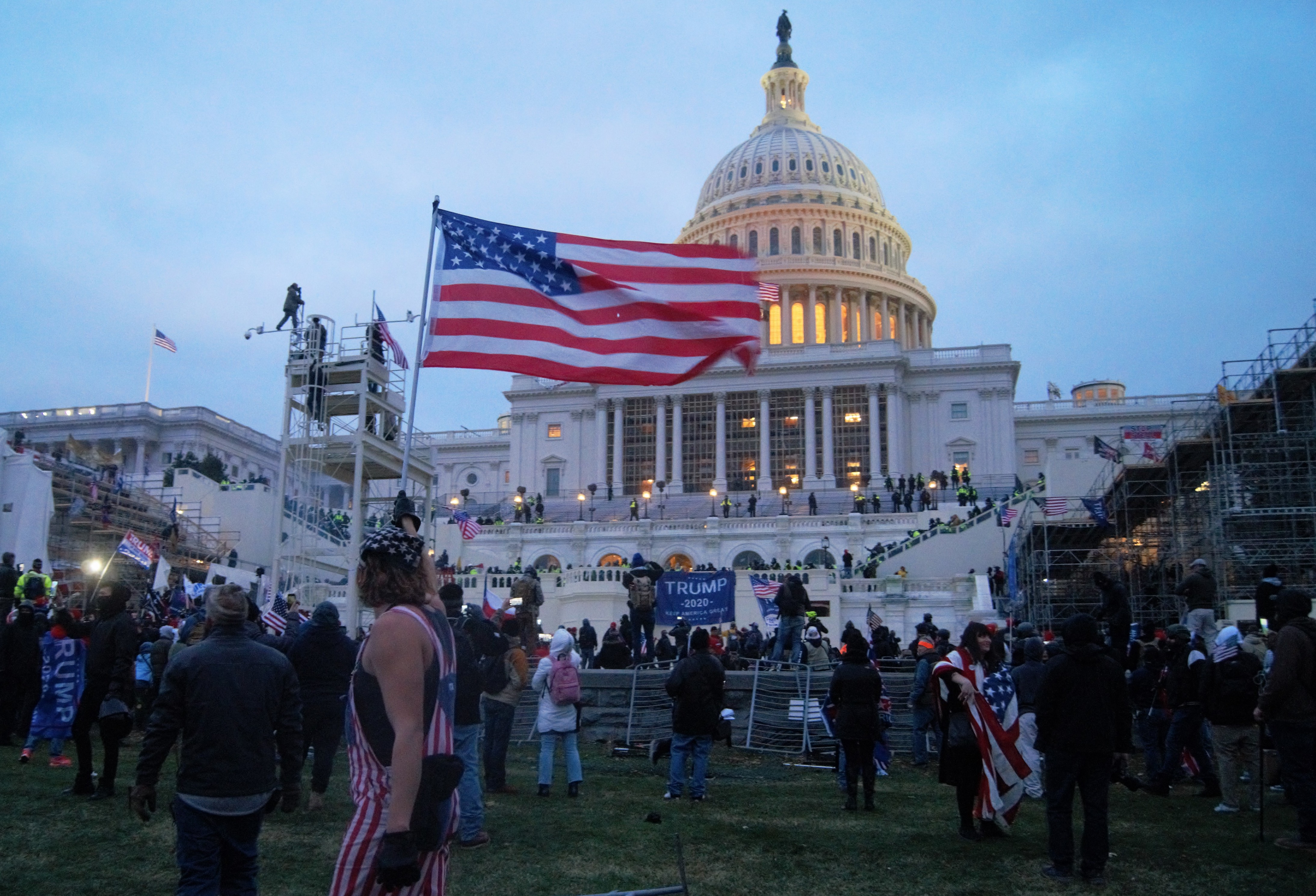
هنا تظهر الحشود وهي تتظاهر

استخدم مصطلح «الحرب الأهلية الأمريكية الثانية» لوصف حرب أهلية ثانية محتملة في الولايات المتحدة الأمريكية (الأولى هي الحرب الأهلية الأمريكية، التي وقعت بين عامي 1861 و1865). وردت إشارات بلاغية أو مبالغ فيها إلى حرب أهلية أمريكية ثانية محتملة في مناسبات عديدة طوال تاريخ الولايات المتحدة منذ الحرب الأهلية، مع تفاوت الاستخدام من اعتبارها فترات محددة من الانقسام السياسي والثقافي من التاريخ الأمريكي بمثابة حروب أهلية باردة، إلى التنبؤ بصراع عسكري وشيك داخل الولايات المتحدة.

## تفسيرات

### تصريحات حول حرب أهلية أمريكية ثانية محتملة
وصف بعض المعلقين السياسيين الخطاب السياسي المستقطب في القرن الحادي والعشرين، وفي أثناء الحرب الثقافية المستمرة بين المحافظين والليبراليين الأمريكيين حول المثل الثقافية والأخلاقية والدينية المتعارضة، بأنه حرب أهلية ثانية فعلية أو مقدمة محتملة لواحدة. ووفقًا لاستطلاع راسموسن لعام 2018، خشى 31% من الناخبين الأمريكيين أن يؤدي التحزب الشديد الذي عقب الانتخ
ابات الرئاسية لعام 2016 وانتصار دونالد ترامب إلى اندلاع حرب أهلية ثانية في غضون خمس سنوات. في عام 2019، كشف الاستطلاع الوطني للتصويت المتحضر بين الحزبين الذي أجراه معهد جورج تاون للسياسة والخدمة العامة المشترك أن «الناخب العادي يعتقد أن الولايات المتحدة قد قطعت ثلثي الطريق نحو حافة حرب أهلية».
- زعم المحافظ دينيس براجر في عام 2017، أن الأمريكيين في الواقع في خضم الحرب الأهلية الثانية، حتى لو لم تكن عنيفة. في مارس 2019، قال المحقق الصحفي كارل بيرنستين في مقابلة إن الولايات المتحدة تخوض «حرب أهلية باردة» وأن ترامب يقربها كل يوم من الاشتعال. وصرح المذيع الإذاعي المحافظ راش ليمبو في وقت لاحق من ذلك العام، بأن الولايات المتحدة قد دخلت في «حرب أهلية باردة» بعد بدء تحقيقات العزل الرسمية ضد الرئيس ترامب في أثناء فضيحة ترامب وأوكرانيا لعام 2019. قدم منظّر المؤامرة اليميني المتطرف أليكس جونز وموقعه الإلكتروني InfoWars (حرب المعلومات) ادعاءات عديدة بأن الحزب الديمقراطي يخطط لشن حرب أهلية، وكان أشهرها في عام 2018 عندما ادعى أن الديمقراطيين سيشنون انقلابًا ضد الرئيس ترامب في يوم الاستقلال. ادعى شان هانيتي في برنامجه الإذاعي، في أثناء تحقيق المستشار الخاص الذي أجراه روبرت مولر، أن محاولة عزل الرئيس ترامب من منصبه ستؤدي إلى حرب أهلية «تحارب هذا البلد وتقسمه بمستوى لم نره من قبل» بين «هؤلاء الذين يدافعون عن الحقيقة والذين يقتنعون حرفيًا بهجمات الدولة العميقة الفاسدة ضد رئيس شرعي منتخب».
- زعم وزير العمل السابق روبرت رايخ بالمثل أنه يمكن استخدام نظريات الدولة العميقة كمبرر أيديولوجي للعصيان المدعوم من القوات المسلحة الأمريكية. وزعمت العالمة السياسة الأمريكية والمتخصصة في الحروب الأهلية باربرا ف.والتر بعد حادثة إطلاق نار كنيس في بيتسبورغ في عام 2018، أن الزيادة الأخيرة في الإرهاب المحلي ومعدل العنف المسلح المرتفع في الولايات المتحدة قد تكون مؤشرات على حرب أهلية ثانية وشيكة. في يناير 2019، ألغى ديمتري روغوزين، مدير وكالة الفضاء الاتحادية الروسية (روسكوزموس)، زيارته إلى الولايات المتحدة بسبب آثار تعطيل الحكومة الفيدرالية الأمريكية في 2018-2019 على وكالة ناسا، وصرح لوكالة تاس «أعتقد أن الحرب الأهلية الثانية قد اجتاحت أمريكا بالفعل  الآن».[6]
- نشر النائب ستيف كينغ في 19 مارس 2019، ميم إنترنت تقول «يواصل الناس الحديث عن حرب أهلية أخرى. يملك فيها أحد الجانبين نحو 8 تريليون رصاصة، بينما لا يعرف الآخر أي حمام يستخدم»، وقوبل بانتقادات شديدة.
- وصفت الصحفية سوزان ب. غلاسر الجو السياسي للولايات المتحدة في مقال لصحيفة ذا نيويوركر بأنه «حرب أهلية سياسية»، وجاء ذلك ردًا على سلسلة تصريحات للرئيس ترامب التي اعتبرها النقاد عنصرية حول مجموعة من أعضاء الكونغرس الديمقراطيات من ذوات البشرة الملونة (ألكساندريا أوكاسيو كورتيز، وإلهان عمر، آيانا بريسلي ورشيدة طليب) المعروفات باسم «الفريق».  [7]
- لام فيكتور ديفيس هانسون في مقاله لمجلة ناشونال ريفيو، سياسات الرئيس باراك أوباما، والثورة الرقمية، و«راديكالية الحرم الجامعي» والعولمة في جعل الولايات المتحدة «على شفا حرب أهلية حقيقية».
- زعم توماس إي. ريكس في مقال نُشر عام 2017 في مجلة فورين بوليسي بأن التوترات السياسية القائمة في الولايات المتحدة يمكن أن تتصاعد إلى حرب غير متكافئة أو غير نظامية بمساعدة زيادة التطرف والدعاية الرقمية، وتكهن بأن «احتمال نشوب حرب أهلية أمريكية ثانية في السنوات الخمس المقبلة يتراوح ما بين 20 و40 في المئة ولكنه يتجه نحو الارتفاع بشكل ملحوظ ».[8]
- بعد فتح تحقيقات العزل، نشر الرئيس ترامب تغريدة على تويتر أعاد فيها صياغة تعبير للقس المسيحي الإنجيلي والمساهم في قناة فوكس نيوز روبرت جيفريس قائلًا: «إذا نجح الديمقراطيون في عزل الرئيس من منصبه (وهو ما لن يفعلوه أبدًا)، فسوف يتسبب ذلك في صدع شبيه بالحرب الأهلية في هذه الأمة لن يشفى منه بلدنا أبدًا». انتقد القادة السياسيون من كلا الجانبين الحزبين بيان ترامب باعتباره تحريضًا على العنف. فنشر النائب آدم كينزينجر (جمهوري عن إلينوي) ردًا «لقد زرت دولًا دمرتها الحرب الأهلية. @RealDonaldTrump لم أتخيل مطلقًا أن يكرر الرئيس مثل هذا الاقتباس. هذا أكثر من بغيض». وأيد النائب تيد ليو (ديمقراطي عن ولاية كاليفورنيا) موقف كينزينجر قائلًا «أتفق مع النائب الجمهوري آدم كينزينجر على أن تغريدة @realDonaldTrump عن حدوث حرب أهلية بسبب التحقيقات أمر أكثر من بغيض». انتقدت ميغان ماكين، ابنة السناتور الراحل جون ماكين، تعليقات ترامب في برنامج ذا فّيو. وسرعان ما انتشرت هاشتاغات  #CivilWar2 و #CivilWarSignup على تويتر بعد تغريدات ترامب.[9]
- ناقش روبرت إيفانز في سلسلة البودكاست يمكن أن يحدث هنا أسباب الصراع المحتمل، وكيف يمكن أن ينتشر، والاستجابة الحكومية المحتملة، والنتائج المحتملة لحرب أهلية. واعتمد على تجاربه في الأماكن التي مزقتها الحرب مثل أوكرانيا وسوريا لإجراء مقارنات مع المجتمع والخطاب الأميركي المعاصر.

### التنبؤات خلال جائحة فيروس كورونا
واجهت الولايات المتحدة خلال جائحة فيروس كورونا آلاف الوفيات، والاحتجاجات، وأعمال الشغب من اليمين واليسار على حد سواء، بالإضافة إلى الانتخابات الرئاسية الأمريكية لعام 2020. قال بعض المحللين إن الأحداث الجارية قد تؤدي إلى حرب أهلية في المستقبل وتشبه بشدة الأحداث التي واجهتها البلدان التي شهدت حروبًا أهلية في الماضي.
- قال صحفي من الإندبندنت في مايو 2020، إن الحرب الأهلية الثانية تحدث بالفعل وستتصاعد بسبب الجائحة والانقسام بين المناطق الريفية والحضرية في الولايات المتحدة.
- أعرب بعض المحللين السابقين في وكالة المخابرات المركزية في أثناء احتجاجات جورج فلويد، عن مخاوفهم من أن الرئيس دونالد ترامب سيبدأ حملة عسكرية ضد المتظاهرين وقد يخاطر بانهيار وطني عنيف. جاء هذا خصوصًا بعد أن أمرت إدارته باستخدام الغاز المسيل للدموع ضد المتظاهرين السلميين في ساحة لافاييت لفتح الطريق من أجل التقاط صور تذكارية في كنيسة القديس يوحنا الأسقفية ودعت القوات المسلحة الأمريكية إلى الانتشار ضد المتظاهرين في جميع أنحاء البلاد بموجب قانون الانتفاضة. كتب الأستاذ في جامعة كينغ غيل هيلت: «لقد رأيت هذا النوع من العنف.... هذا ما يفعله المستبدون. وهذا ما يحدث في البلدان قبل الانهيار. إنه بالفعل يثير قلقي.» قارن مارك بوليمروبولوس ترامب ببشار الأسد وصدام حسين ومعمر القذافي. واتهم محللون آخرون إدارة ترامب بأنها وصفت المراكز الحضرية الأمريكية بأنها مناطق حرب أجنبية، أو انتقدوا عزمه على إعلان حركة أنتيفا (المعارضة للفاشية) منظمة إرهابية كذريعة للقمع. بالإضافة إلى ذلك، زعم تقرير استخباراتي أمريكي أن حركة بوغالو، وهي حركة يمينية متطرفة متشددة، كانت نشطة في الاحتجاجات. تضمنت هذه الحركة كلًا من النشطاء الراديكاليين المناهضين للحكومة والبيض العنصريين الذين يسعون إلى التسبب في حرب أهلية ثانية من خلال تقويض العلاقات العرقية.[11]
- قبض على ثلاثة ضباط شرطة من ويلمينغتون بولاية كارولينا الشمالية في يونيو 2020، بعد تسريب شريط صوتي يستخدمون فيه تصريحات مهينة لوصف الأمريكيين السود، قائلين إنه يجب ذبحهم وأنه «يجب أن تكون هناك حرب أهلية أخرى لمسحهم عن الخريطة اللعينة» طرد الضباط الثلاثة المتورطين بعد التحقيق. أدان رئيس شرطة ويلمينغتون، دوني ويليامز، في اليوم الأول من عمله الحادث ودعا إلى إصلاح الشرطة. كُشف لاحقًا أن لدى اثنين من الضباط مشاكل انضباطية سابقة، حدثت بعض منها في تسعينيات القرن العشرين.[12]
- في أكتوبر 2020، اتُهم 14عضوًا من جماعة تُدعى «ولفيرين واتشمن»، وفقًا للائحة اتهام فيدرالية، كانو قد اعتقلوا بتهمة التخطيط لاختطاف حاكم ميشيغان غريتشن ويتمير، بالتخطيط لبدء حرب أهلية ثانية «تؤدي إلى انهيار مجتمعي».
- ذكرت شبكة سكاي نيوز في نوفمبر 2020، أن العديد من الأمريكيين من كلا جانبي الطيف السياسي يشترون الأسلحة، ويستعدون للاضطرابات المدنية أو الحرب الأهلية. وقال المراسل «إنهم من جميع الجوانب السياسية. وجميعهم مدفوعون بالخوف».
- انتقد رئيس الحزب الجمهوري في تكساس ألان ويست المحكمة العليا في ديسمبر 2020، بعد رفضها الاستماع إلى قضية تكساس ضد بنسلفانيا، وهي دعوى قضائية تتعلق بادعاءات تزوير غير مثبتة في انتخابات 2020، واقترح انفصال «الولايات الملتزمة بالقانون». واجه ويست انتقادات واسعة، بما فيها انتقادات عضو مجلس الشيوخ الجمهوري آدم كينزينجر والسناتور الديمقراطي بريان شاتز.
- في يناير 2021، دقت باربرا ف. والتر، أستاذة العلوم السياسية في جامعة كاليفورنيا في سان دييغو، ناقوس الخطر بشأن تصاعد العنف السياسي، بعد اقتحام مبنى الكابيتول الأمريكي، وألفت كتابًا عن كيفية اتجاه الولايات المتحدة نحو حرب أهلية ثانية.